# (21350) Billgardner
(21350) Billgardner es un asteroide perteneciente al cinturón de asteroides, región del sistema solar que se encuentra entre las órbitas de Marte y Júpiter.
Fue descubierto el 11 de marzo de 1997 por el equipo del proyecto Spacewatch desde el observatorio Nacional de Kitt Peak.

## Designación y nombre
Designado provisionalmente como 1997 EN32, fue nombrado por William David Anstruther Gardner (n. 1974) quien es un astrónomo aficionado de Ingersoll, Ontario, activo en la Real Sociedad Astronómica de Canadá.

## Características orbitales
Billgardner está situado a una distancia media del Sol de 2,721 ua, pudiendo alejarse hasta 2,962 ua y acercarse hasta 2,480 ua. Su excentricidad es 0,089 y la inclinación orbital 4,035 grados. Emplea 1639,36 días en completar una órbita alrededor del Sol.

## Características físicas
La magnitud absoluta de Billgardner es 14,92. Tiene 3,189 km de diámetro y su albedo se estima en 0,229.